# Canucha fleximargo
Canucha fleximargo är en fjärilsart som beskrevs av W. Warren 1896. Canucha fleximargo ingår i släktet Canucha och familjen sikelvingar. Inga underarter finns listade i Catalogue of Life.